# PGC 54493
PGC 54493 ist eine  Balken-Spiralgalaxie im Sternbild Schlange am Nordsternhimmel. Sie ist schätzungsweise 484 Millionen Lichtjahre von der Milchstraße entfernt. PGC 54493 wurde im Zusammenhang mit einem Effekt untersucht, der als kosmische Scherung bekannt ist. Dabei handelt es sich um einen schwachen Gravitationslinseneffekt, der winzige Verzerrungen in Bildern von weit entfernten Galaxien erzeugt.